# Грімсбі
Грімсбі (англ. Grimsby) — місто на крайньому північному сході Англії, головне місто унітарної одиниці Північно-Східний Лінкольншир.

## Географія
Місто ще називають "Great Grimsby", щоб відрізнити його від Малого Грімсбі, село, розташоване за 14 миль (22 км) на південь, недалеко від Лаута.
У 2011 році населення міста становило 88 243 чоловік.
Грімсбі лежить на узбережжі Лінкольншира і серед боліт; переважає низька топографія. Місто історично осіло на низькогірних островах і підвищених районах болота Хамбер, а потім розширився на навколишні болота, коли вони були осушені. У місті все ще є райони, названі "Іст Маршс" та "Вест Маршс".

## Історія
Грімсбі було засновано данцями десь у 9 столітті. Згідно з легендою, ім'я Грімсбі походить від імені Гріма, данського рибалки. Легендарне заснування Грімсбі описано в "Слові Гавелока", але історики вважають цю книгу міфом.
У скандинавській міфології Грім (Маска) і Грімнір (Маскує Один) - це імена, прийняті божеством Одіна (англосаксонським Воденом) під час подорожі інкогніто серед смертних, як у стихотворчому вірші, що називається «Гімнісмалом» у поеті Едда. Одінічне ім'я "Grimr / Grim" виникає в багатьох англійськихих назвах на історичних місцях Данелава та інших місцях Великої Британії. Оскільки інші британські псевдоніми, що містять елемент Grim, пояснюються як посилання на Woden / Odin (наприклад, Grimsbury, Grimspound, Grimes 'Graves, Grimsditch, Grimsworne), то Грімсбі, ймовірно, має таке ж виведення.
Грімсбі перераховується в книзі "Домашній день", мало населення близько 200 чоловік, священика, млин та пором.
Протягом 12-го століття Грімсбі перетворився на риболовний і торговельний порти, в один прекрасний момент зайнявши дванадцяте місце за значенням для Корони з точки зору податкових надходжень. У 1201 році місто отримало статут короля Джона. Перший мер був встановлений в 1202 році.
У Грімсбі немає міських стін. Він був замалим, був захищеним заболоченими землями навколо нього.
У середньовічному періоді Грімсбі мав дві парафіяльні церкви, Святої Марії та Святого Джеймса. Тільки Сент-Джеймс, тепер відомий як Грімсбі Мінстер, зберігся. Святий Джеймс пов'язаний з народною розповіддю про імп, який грав у фокусі в церкві і був перетворений ангелом на камінь.
У середині XIV століття місто отримало вигоду від щедрості Едмунда де Грімсбі, місцевої людини, яка стала старшою короною та суддею в Ірландії.
У 15 столітті запобігали заходженню кораблів в гавань Хамбер. В результаті, для Грімсбі почався довгий період падіння, який тривав до кінця 18 століття. До 1801 року населення Грімсбі нараховувало 1524 мешканці, приблизно стільки ж, як було в середні віки.
Компанія Grimsby Haven була створена в травні 1796 р. Законом Парламенту (Act Grimsby Haven) і внаслідок цього на початку 19 століття місто стрімко розвивалося після відродження порту. Грімсбі переживав розквіт порту, імпортуючи залізо, деревину, пшеницю, коноплі та льон. Для розв'язання цієї проблеми потрібні нові доки. Закон про грімсбі доки 1845 року дозволив виконувати необхідні будівельні роботи.
Прихід залізниці в 1848 році полегшив транспортувати товарів до та з порту на ринки та ферми. Вугілля, видобуте на вугільних родовищах Південного Йоркширу, було завезено залізничним транспортом та експортуєвалося через Грімсбі. Залізничні напрямки до Лондона та Біллінгсгейтського рибного ринку дозволили на свіжому "Grimsby Fish" отримати популярність по всій країні. Перший справжній рибний порт, відкритий у Грімсбі в 1856 році, став центром розвитку промислової рибної промисловості.
Док-вежа була завершена в 1851 році, наступним був Королівський док в 1852 році. Риболовецький док №1 був завершений в 1856 році, а в 1877 році був споруджений рибний док №2. Док Олександра та Юніон Док були завершені в 1879 році. У цей період рибальський флот був значно розширений. У рідкісному розвороті звичайних тенденцій велика кількість рибалок з Південно-Сходу та Девону їздили на північ, щоб приєднатися до фріга Грімсбі. Понад 40% цих прибульців вийшли з Баркінга у Східному Лондоні та інших містах Темзи.
У 1857 році в Грімсбі було 22 судна. Шість років по тому було 112. Перші два законні парові траулери, які коли-небудь були побудовані у Великій Британії, були засновані в Грімсбі. До 1900 року десята частина риби, споживаної в Сполученому Королівстві, була виловлена в Грімсбі, незважаючи на численні менші прибережні риболовецькі порти та села, які також постачали націю.
Попит на рибу в Грімсбі виростав до такої міри, що на піку 1950-х років Грімсбі поставили претензії на назву найбільшого риболовецького порту у світі. Населення зросло з 75 000 в 1901 році до 92 тисяч до 1931 року.
Велика депресія та реструктуризація рибної промисловості призвели до серйозного зниження рівня зайнятості. Проте населення було досить стабільним на решту 20 століття.
З початком 2 Світової війни Королівський док був використаний як найбільша база Великої Британії для тральщиків, що патрулювали Північне море. Адміралтейство реквізувало численні траулери, щоб вони служити для Королівської військово-морської патрульної служби. У багатьох випадках їхні екіпажі були екс-траулерменами, а також чоловіками з Королівського морського заповідника та волонтерів Королівського флоту. Траулери могли б використовувати лебідки з риболовецьких операцій, щоб буксирувати паравану з ріжучою щелепою у воді, що називається "підмітають", щоб привести міни до поверхні і дозволити їх видалення.
Небезпека, з якою стикалася «Патрульна служба», призвела до того,  що вона втратила більше суден, ніж будь-яка інша гілка Королівського флоту під час Другої світової війни, при цьому загинуло 2385 людей.  Ветерани служби Королівського військово-морської патрульної служби Grimsby профінансували будівництво меморіалу біля Док-Тауера, щоб гарантувати, що сміливість і пожертва своїх товаришів ніколи не забудуться. [18] [19]
14 червня 1943 під час ранкових повітряних нальотів Люфтваффе скинуло кілька тисяч бомб, 6000 запальних бомб та більше 3 000 метеорних бомб в районі Грімсбі. Загинуло дев'яносто дев'ять людей, і в цілому бомбардування рейдів другої світової війни в Грімсбі та Кліторпі загинуло в цілому 196 осіб. Крім того, було серйозно поранено 184 людини.
Внаслідок "Тріскової війни" багато фірм Грімсбі вирішили припинити траульні операції з міста. Раптовий занепад рибної промисловості Грімсбі призвів до припинення звичного способу життя, яке тривало протягом багатьох поколінь. Втрата рибної промисловості викликала в місті серйозні соціальні проблеми, подібно до того, що спостерігалося в вугільних шахтах після падіння видобутку корисних копалин. Величезна кількість чоловіків стали зайвими і вони намагалися знайти роботу на березі. Деякі фірми зосереджували увагу на розширення галузей промисловості в межах міста, такі як харчова промисловість.
Тральні дні Grimsby запам'ятаються через артефакти та постійні експонати в міському центрі з охорони риболовлі. Тут знаходиться консервований траулер 1950-х років, Росс Тигр. Кілька рибальських суден все ще працюють з доків Грімсбі, але місто підтримує значний рибний ринок у Європі.
З середини 1980-х років колишній пором Хамбер, замок Л. С. Лінкольн, був пришвартований в Олександр Док. Вона використовувалася в цей час як паб / ресторан. Незважаючи на те, що її конструкція та статус останнього британського вугільного пароплаву були унікальними, ці операції більше не отримували прибутку. Корабель був зруйнований у 2010 році.  В олександрійській доковій частині - це Росс Тигр, останній, що залишився в живих з того часу, коли був найбільшим у світі серед флоту траулерів.
Місто описується в "The Daily Telegraph" в 2001 році як місто "піддане ... численним сировинним тенденціям протягом останніх 30-ти років" і як місто, яке, "здавалося б, відганяє поняття спадщини". Реконструкція була запланована як частина програми "Відродження міст" у м. Йоркшир-Форвард, однак "Йоркшир вперед" був скасований у 2012 році.
У першій половині ХХІ сторіччя місто зіткнулося з проблемами постіндустріальної економіки, серед якої також занепад рибної промисловості.

## Визначні місця
- Корпорейшн-брідж
- Меморіал рибалкам
- Грімсбі Доки
- Док-башта Грімсбі
- Льодовий завод "Грімсбі" - побудований в 1898-1901 роках для забезпечення дробленого льоду для збереження риби, що зберігається на кораблях у морському порту Грімсбі
- Інститут Грімсбі
- Грімсбі Мінстер
- Грімсбі Ратуша
- Хамбер Фортс
- Національний центр спадщини риболовлі
- Вітряк Уолтем
- Ліс Вілсбі